# Anisozyga albifusa
Anisozyga albifusa är en fjärilsart som beskrevs av W. Warren 1906. Anisozyga albifusa ingår i släktet Anisozyga och familjen mätare. Inga underarter finns listade i Catalogue of Life.